# Jacob Black
Jacob Black es un personaje de la saga Crepúsculo. Es uno de los tres principales personajes de la saga, tiene un papel pequeño pero muy importante en la primera novela, Crepúsculo. Después de que Bella Swan conversara con él para conseguir información, él le sugiere la idea de que Edward Cullen es un vampiro, al contarle algunas leyendas. De acuerdo con Stephenie Meyer vía su website oficial, Jacob era originalmente un simple secundario para avisar a Bella sobre los "fríos". Pero a ella y a su editor les gustó tanto Jacob que posteriormente decidieron darle un papel más importante en las posteriores obras de Luna Nueva y Eclipse, las secuelas de Crepúsculo. Es competidor antagónico de Edward Cullen, porque mientras Edward representa al vampiro serio, refinado, sensible y delicado, Jacob representa la rudeza, rebeldía y coraje del hombre lobo (considerado por el público como la lucha entre Edward y él, los cuales se disputan su amor por Bella a lo largo de toda la serie).
Tiene apariciones importantes en toda la saga:
- En Luna Nueva aparece como el mejor amigo de Bella Swan, después de que Edward Cullen decide dejarla.
- En Eclipse, donde se revela el triángulo amoroso entre Edward Cullen, Bella Swan y Jacob Black.
- De nuevo en Amanecer, donde se imprima de Renesmee Carlie Cullen la hija híbrida de Bella Swan y Edward Cullen, aparte de tener participaciones especiales en el libro, que está dividido en tres partes: Bella - Jacob - Bella.

## Luna Nueva
El libro comienza con Edward diciéndole a Bella que ya no pueden volver a verse más. En un intento de recuperarse de la ruptura, Bella se hace muy amiga del hijo de Billy Black (quien es el mejor amigo de su padre), Jacob Black, que es casi dos años menor que Bella y se ha visto interesado en ella desde que llega a Forks.
Jacob es un descendiente y un miembro de la Tribu Quileute, que siempre ha sido enemigo mortal de los vampiros, poniéndose límites no pueden ser cruzados el uno por el otro en sus terrenos. Al principio, Jacob cree que todo es una leyenda, y está asustado por la influencia que Sam Uley tiene sobre algunos de los jóvenes Quileutes. Pero cuando Jacob se trasforma también, como respuesta a una nueva amenaza vampírica, aprende que Sam pasó por lo mismo que él, incluyendo un accidente con su novia Emily Young puesto que los licántropos tienen poca paciencia, son altamente violentos y bastante dados a convertirse en lobos si se les provoca.
Jacob, ya en la manada, acepta que debe mantenerse al margen de Bella. Además, está ocupado patrullando los bosques con la manada en busca de vampiros en el área en que están matando a senderistas locales. Cuando Bella es emboscada por el vampiro Laurent, Jacob y la manada la salvan. Antes de que los lobos enormes le hagan huir persiguiéndole, Laurent le cuenta a Bella que Victoria, la pelirroja compañera de James, está tratando de encontrarla para tomar venganza sobre Edward que mató a su compañero. Jacob salva a Bella que se había tirado por un acantilado. Durante una conversación en el automóvil de Bella, ella se da cuenta de que hay un automóvil frente a su casa... ella cree que son los Cullen y le dice a Jacob que vuelva, Jacob como es enemigo de los vampiros le dice que no, pero Bella le suplica y él se va diciéndole: "Espero que no mueras". Bella está en lo cierto: Alice Cullen volvió.
Durante la conversación en la que Jacob está peleando con Bella porque está con Alice, el teléfono de Bella suena. Cuando Jacob contesta el teléfono, cree estar hablando con Carlisle Cullen el cual le pregunta por Charlie, Jacob le informa que Charlie está "en el funeral" pero la irritación infinita que siente hacia los Cullen no le deja especificar de quien es el funeral (realmente era el funeral de Harry Clearwater, amigo de Billy Black y de Charlie Swan). En realidad era Edward fingiendo ser Carlisle, lo que hace que Edward piense que Bella ha muerto; por lo que se va a Italia a pedir a los Vulturis (los vampiros más antiguos y con más poder sobre el resto de la raza entera) que lo maten. Bella y Alice Cullen van directamente a detener a Edward justo después de la llamada, dejando a Jacob herido y enfadado. Jacob se siente disgustado por el retorno de Edward y por el deseo de Bella de volver con él y convertirse en vampiresa.
Después de que los Cullen y Bella vuelvan a Forks, Jacob se convierte en su enemigo debido al tratado, haciendo a Bella su enemiga también por su renuncia a abandonar a los vampiros. Jacob le recuerda a Edward su tratado que decreta que los Cullen no pueden morder a un humano. Lo que significa que si uno de los Cullen transforma a Bella en vampiro, el tratado se romperá, y los licántropos comenzarán una guerra. Jacob traiciona a Bella diciéndole a Charlie que Bella estaba montada en moto, pero Jacob hace esto porque cree que así Bella va a estar separada de Edward. Al final del encuentro, Jacob comienza a temblar y su cuerpo se hincha mientras enloquece y comienza a convertirse en lobo. Bella consigue calmarle y Edward y ella se marchan. De cualquier modo, la última imagen que Bella tiene de Jacob es su cara arrugada por dolor emocional, y decide que esa no será la imagen que recordará de él, así que se pone como meta volver a verlo a él y su hermosa sonrisa.
A partir de este libro, Edward comienza a llamarlo "perro", a pesar de que a Bella le molesta, y Jacob llama a los vampiros los "chupasangre" de manera despectiva, algo que también le molesta a Bella.

## Eclipse
Edward le prohíbe a Bella ir a La Push (Donde vive Jacob), no obstante, ella se escapa varias veces a casa de Jacob.
Jacob se da cuenta de que está enamorado de Bella y hará todo lo posible para que ésta deje a Edward y se quede con él. En una visita que Bella le hace a Jacob en La Push este la besa a la fuerza, ella no puede detenerlo, y cuando al fin consigue apartarse, ella le da un puñetazo en la cara pero no consigue hacerle daño alguno. Bella trata de regresar a su casa pero Jacob se lo impide y se ofrece a llevarla de regreso. Ella ya furiosa en su casa llama a Edward para que vaya por ella y la lleve con Carlisle para que revise su mano (específicamente del dedo pulgar, ya que se lo ha fracturado por el golpe). Bella le cuenta todo lo sucedido a Edward, este se molesta y acude de inmediato a su casa. Al llegar a la casa de Bella, Edward se encuentra con Jacob, con quien mantiene una discusión por lo que le acaba de hacer a Bella, pero en ese momento intercede (interviene) el padre de Bella. 
En la noche de graduación se organiza una fiesta en casa de los Cullen a la cual acude Jacob y le regala a Bella una pulsera de plata con un pequeño lobo tallado en madera hecho por él mismo. 
Ahí le cuenta a Jacob (después de enterarse ella antes por la visión que tuvo Alice y que no pudo averiguar anteriormente por la interrupción del mismo Jacob junto con Quil y Embry) que al parecer una pandilla de neófitos dirigida por Victoria se dirige hacia Forks con la intención de acabar con ella. Jacob y su manada deciden luchar con los Cullen para poder proteger a Bella sin el consentimiento de ella. Edward le propone matrimonio a Bella en una noche dándole un anillo que era de su madre Elizabeth.
Durante la noche Bella, Edward y Jacob acampan (Jacob tiene que mantener caliente a Bella porque hace un frío extremo, así que tienen que compartir la bolsa de dormir, cosa que a Edward no le gusta demasiado, pero tiene que soportarlo por el bien de "los dedos de Bella" o de la misma Bella) (esto lo dice Jacob al entrar en la carpa a Edward "un día puede que llegue a necesitar los dedos"). Jacob y Edward deciden hacer las paces solo por esa noche, luego serían enemigos otra vez al amanecer, dispuestos a luchar por el amor de Bella.
A la mañana siguiente, Jacob se dirige al bosque en busca de su manada, Edward y Bella charlan un rato sobre las diez mejores noches de uno junto al otro que han vivido, hablan de la noche en la que Edward le pide matrimonio. Ante esto se escucha un aullido de dolor que provenía de Jacob ya que él estaba escuchando toda la conversación, Bella se siente fatal por el daño que le ha ocasionado a Jacob otra vez, entonces Edward se ofrece a ir en busca de Jacob para que regrese a hablar con Bella antes de partir. Edward le dice a Bella que lo que sea que ella elija él lo aceptara.
Poco después, Jacob regresa junto con Edward, y este se va, dejando solos a Bella y Jacob. Ellos empiezan a charlar y entonces Jacob chantajea a Bella, dándole a entender que si no le daba un incentivo para volver, él podría morir en la guerra, así que Bella decide pedirle que la bese, (ya que Edward le rompería una pata a Jacob si la volvía a besar a la fuerza y él solo puede besarla si ella se lo pide) en ese momento ella se da cuenta de que siempre ha estado enamorada de Jacob y eso le causa un terrible dolor porque tiene que decidirse por uno de los dos, después de lo sucedido, Jacob le promete regresar. Durante la batalla Jacob sale malherido, pues un neófito le astilla la mitad de las costillas por defender a Leah Clearwater. Al escucharlo, Bella se siente culpable.
Bella quiere ir a visitar a Jacob para saber como esta, Alice no se lo permite porque tiene que acudir primero a su casa para que Charlie la vea y no sospeche nada.
Después de estar un rato con Charlie, Bella acude a La Push para ver el estado de salud de Jacob, Bella visita Jacob en su habitación, él le dice a Bella que se da por vencido, ya que la ama tanto que la dejará para que sea feliz con Edward, él le dice que si el mundo fuera como debería de haber sido sin vampiros y licántropos ellos dos hubieran estado juntos, Bella reafirma la idea comentándole que ella vio su vida junto con él, después Bella le pregunta si quiere que vuelva a venir y él le responde que lo pensará, no sin decirle que la segurá amando (y Bella agregá:) "hasta que mi corazón déje de latir". (Jacob habla:) "tal vez incluso entonces". Bella se va.
Al poco tiempo Jacob recibe una invitación para la boda de Edward y Bella con una carta dentro, esta fue escrita por Edward donde le da las gracias por todo y diciéndole que Bella no quiere hacerle más daño. Después de terminar de leer la carta, Jacob se marcha de su casa transformándose en lobo, huyendo de La Push y de su manada, para correr y dejar de pensar como humano, sino sentir el profundo dolor de los humanos y sentirlo menos doloroso, como un animal.
La última frase del libro es: "Corrí todo lo que me permitieron mis patas, dejando que Jacob Black desapareciera a mis espaldas.".

## Amanecer
Al inicio de este libro, Jacob Black se encuentra desaparecido por no querer enfrentar el hecho de que su mejor amiga Bella Swan se va a casar, sin embargo regresa en último momento para la boda.
Bella y Edward celebran su boda (organizada por Alice) y pasan su luna de miel en isla Esme (una isla a unos kilómetros de Río de Janeiro), que Carlisle regaló a Esme y que cede para pasar su luna de miel a Edward y Bella.
Durante la luna de miel, Edward cumple su promesa de intentar tener relaciones sexuales con Bella. La primera vez Bella sale herida, con contusiones y moretones; las siguientes, Edward puede canalizar sus emociones y no daña más a Bella, aunque rompe alguna parte del mobiliario o la fina, atrevida y sexy lencería francesa que Alice eligió para Bella. En la isla, Bella queda embarazada, el feto mitad vampiro y mitad humano crece muy rápido, Edward al darse cuenta del estado de Bella vuelven rápidamente a Forks para que Carlisle extirpe el feto, pero Bella con la ayuda de Rosalie se oponen.
Tras el regreso de Bella y Edward a Forks, Jacob se opone y se enfrenta a Sam, sacando el Alfa legítimo que es, y se separa de la manada, lo que le lleva a dejar de compartir sus pensamientos. Seth sigue a Jacob y su hermana Leah se les une más tarde, de esta forma se unen a los Cullen para defender a Bella.
Durante el embarazo de Bella, Jacob se dedica a molestar a Rosalie con pésimos chistes sobre rubias, a tal grado de un día le arroja un plato de comida.
También Rosalie molesta a Jacob con el mismo plato en algún tiempo no tan lejano, fue una fuente y que Rose le talla la palabra "Fido" solo para enfadar a Jacob.
Emmett y Esme también protegen a Bella y Carlisle por la decisión de su esposa, de proteger la de Bella y a la misma Bella.
Jacob pasa por un estado de depresión porque Bella está arriesgando su vida por su embarazo y en un acto de tratar de escapar de ese dolor sentimental intenta imprimarse de alguien para olvidar sus sentimientos por ella, pero no lo consigue, así es como entiende que no es algo que pueda forzar.
El día del nacimiento del bebé, Carlisle no estaba presente (ya que estaba de caza) por lo que entre Jacob, Rosalie (que Jacob la saca a empujones de la habitación después, porque ella no pudo controlar su sed al olor que emana la sangre de Bella) y Edward realizan la operación de Bella, sin embargo Jacob asume que ella murió durante el parto, por lo que se retira de la habitación, ya que el cadáver de Bella ya no le atrae, dejando a Edward aún tratando de transformarla para salvarle la vida. Jacob tenía pensando eliminar a la bebé, que odia fervorosamente, ya que le parecía injusto que esta viviera y Bella hubiese muerto.
Renesmee es preciosa, una bebe con carita de ángel, tal y como hace entender la descripción de Bella; la niña crece con un ritmo acelerado cada día, también goza de una inteligencia superior a cualquier niño. Tiene la piel tan dura como un vampiro, aunque cuando el sol toca su piel no brilla tanto como la de los vampiros, más bien de un modo misterioso, como también describe Bella en el libro. Posee un olor exquisito entre el de los vampiros y deseable y delicioso como el de los humanos, o el de su sangre al menos (la sangre de los humanos). Irina (del Clan Denali), ve a Renesmee en el bosque cazando con Jacob y cree que es un infante inmortal (criaturas totalmente prohibidas por los Vulturi, que fueron convertidas en vampiros cuando eran bebés y que no pueden razonar por la etapa en que quedaron atorados para siempre, son un peligro para el secreto de la existencia de los vampiros) al verla saltar atrapando copos de nieve a una altura anormal. Irina informa a los Vulturi sobre el crimen de los Cullen al convertir una niña en inmortal, sin conocer la verdadera historia (de la concepción, gestación y parto de la criatura).
Los Cullen no tienen otra salida que reunir vampiros amigos de Carlisle, de todas partes del mundo para que vean durante un tiempo a Renesmee y su crecimiento acelerado y testifiquen que no es un infante inmortal, intentando evitar la batalla. Alice avisó a los Cullen sobre lo que tenían que hacer y se marchó con Jasper a Sudamérica, sin explicación y muy rápidamente.
Durante la preparación de la batalla contra los Vulturi, Jacob y la manada de Sam se unen a ellos para defenderlos (ya que en el libro dice: "Renesmee es parte de nuestra familia" ya que es el objetivo de la imprimación con Jacob. Durante estos sucesos, Bella tiene pensado enviar a Renesmee con Jacob para que escapen falsificándoles identidades por la pista que le dejó Alice en una nota perteneciente a una de las páginas de su libro El Mercader de Venecia (El Mercado de Venecia) de William Shakespeare, pero no es necesario porque con la habilidad de Bella para proteger con su escudo a todos los vampiros que testificaban a favor suyo, de los poderes de Jane y Alec, que forman parte de la guardia de los Volturis (Jane puede torturar con la mirada y Alec aislar, a un vampiro u otro ser, de cualquier sentido, y hacer que no sientan ni el fuego que los quema durante su muerte, en el caso de los vampiros) logran explicar a los Volturis la situación de Renesmee, quienes ellos consideraban una niña inmortal, y prevenir la batalla gracias al retorno de Alice y Jasper con Nahuel (un chico mitad vampiro, mitad humano de 150 años de edad), y su tía Huilen junto a una vampira de las amazonas llamada Kachiri. El chico es la prueba ante los "dudosos}" Vulturis, si Renesmee debe morir por desconocer su futuro y en que se convertirá, Nahuel cuenta la historia de que su padre, un vampiro que dejó embarazada a su madre siendo humana y que en dar luz al propio Nahuel la madre murió y él mordió a la hermana de su madre, Huilen, convirtiéndola en inmortal.

## Aspecto físico
Jacob mide dos metros aunque Taylor (el actor que lo interpreta) un metro con setenta y cuatro centímetros. Bella le describe con una piel morena rojiza. En Luna nueva, al descubrir su naturaleza licántropa y unirse a la manada Quileute, se corta su melena negra y se hace un tatuaje en forma ovalada en el brazo
En Eclipse, Bella le ve en su escuela y le describe como casi peligrosa apariencia. Normalmente se le describe como apuesto. Suele vestir vaqueros cortados, sin zapatos y el pecho desnudo, diciendo que cuando se transforma de humano a lobo, no le gusta tener que llevar un montón de ropa que se destroza en la transformación. En Amanecer lo describe como un hombre que aparentaba unos 27 años (Bella:) "el muy bestia de Jacob los aparentaba". Como lobo, Jacob es de pelaje color marrón rojizo y es muy peludo por su pelo largo de humano. En la forma de lobo es enorme.
Sus ojos son negros. En Luna Nueva cuando Bella lo encuentra en medio del bosque, a punto de morir en garras de Laurent, se fija que sus ojos son muy familiares, ya que todavía no sabe sobre su transformación. En el momento en que se pone a pensar le parece que los ojos de aquel lobo, son muy expresivos, e incluso inteligentes, para un animal salvaje.
Su cabellera en "Crepúsculo" es larga y negra azabache.

## Manada
- Seth: se une a Jacob porque no quiere obedecer a Sam, ya que este quiere matar a Bella porque la considera a ella y a Renesmee, aún no nacida, una amenaza.
- Leah: hermana de Seth, se une a Jacob al día siguiente de la partida de Jacob y su hermano, intentando olvidar a Sam, ya que sigue aún enamorada de él.
- Quil: se une tras la imprimación de Jacob.
- Embry: se une tras la imprimación de Jacob.

## Habilidades licantrópicas
- Regeneración - Se curan a un ritmo anormal, más rápido que cualquier humano.

- Transformación - Se pueden transformar y destransformar en su forma "lupina". Esta habilidad puede manipularse en caso de sufrir un ataque de ira, o bien al ser acechados por algún peligro, aún no contando con la edad adulta., aunque él puede transformarse con más facilidad por ser descendiente directo de Taha Aki.

- Telepatía - Solo funciona con la manada, cuando están en su forma de lobos. Pueden hablar telepáticamente y oír los pensamientos del resto. Aunque esto es más útil cuando los licántropos están cazando y rastreando, no existe privacidad en la manada debido a esta habilidad. Puede ser descrita como un don y a la vez una maldición. Los machos alfa de dos manadas diferentes pueden intercambiar pensamientos, pero, al suceder esto, solamente intercambian los pensamientos que el otro líder desea que escuche, Esta habilidad, también es propia de los espíritus guerreros, ya que ellos al entrar al mundo de los espíritus, tenían la capacidad de verse los unos a los otros y escuchar todos sus pensamientos.

- Mejora física - Su fuerza aumenta drásticamente, tanto en forma humana como licántropa. En la forma de lobo también son excepcionalmente rápidos. Antes de transformarse siendo humano, un licántropo se irá fortaleciendo naturalmente y estará listo para la primera vez que se trasforma. Él es más fuerte de la tribu, y su físico está muy desarrollado, tiene músculos marcados y mucha fuerza.

- Retraso del envejecimiento - Los Quileutes metamorfos envejecen hasta su primera transformación en lobo, en adelante,  los licántropos podrán hacerse ancianos como cualquier humano si abandonan su espíritu lobo, es decir, si ellos dejan un largo periodo sin transformase y aceptar el querer morir y vivir de esa manera.

Hasta el momento, Taha Aki fue el que más años ha durado sin envejecer de los Quileutes, llegando a vivir de acuerdo a extractos de Eclipse, el mismo periodo de tiempo de la vida de tres hombres, Pero la duración exacta de ese tiempo no está muy clara tampoco.
- Temperatura constante - Los hombres lobo tienen una temperatura corporal constante de unos 42-50 grados para soportar el frío extremo;

- Imprimación - Los hombres lobo se pueden "imprimar" de una persona en concreto una vez se han transformado por primera vez. Jacob lo describe como una fuerza más fuerte que el amor a primera vista. Al tener la impronta en alguien lo único que deseas es que esa persona sea feliz. Jacob describe su imprimación como si los hilos que lo unían con otras personas (amigos, familiares, seres queridos...) quedan cortados y millones de cuerdas de acero lo unen sin poder escapar a otra criatura. Al estar "imprimado" solo deseas la felicidad de esa persona. Los licántropos se pueden "imprimar" de cualquier persona y de cualquier edad, y estos verán a esa persona según como lo requiera, si necesita un hermano serán como un hermano (como en el caso de Quil que se imprimo de una niña de dos años llamada Clarie) o como una pareja (como a Sam con Emily) según la edad. Jacob está imprimado de la hija de Edward y Bella, Renesmee Cullen. La imprimación fue conocida por primera vez entre los Quileutes cuando Taha Aki se casó con una tercera mujer después de que murieran otras dos y encontró en ella la verdadera compañera de su espíritu y, aunque también amó a las otras dos, con ésta experimentó un sentimiento más intenso (imprimación). Así que decidió abandonar su espíritu lobo para poder envejecer y morir con ella.

- Invulnerabilidad de dones vampíricos -   Al parecer, los licántropos son inmunes a algunos dones vampíricos, como su participación en eventos futuristas, ya que Alice no puede ver a los hombres lobo en sus visiones.; Una teoría que se presenta es que la naturaleza cambiante de los licántropos impide que ella vea el futuro tanto de ellos como el de cualquier persona cercana, pues su entorno está regido por sus transformaciones, dado el don Alice funciona cuando alguien toma una decisión, lo que cambia el futuro. Sin embargo, en Amanecer, Alice entiende que ella no puede ver a los licántropos, porque su naturaleza no es nada que ella halla experimentado personalmente. Esto explica porque Edward puede leer sus pensamientos y Jasper puede manejar su humor. Así mismo, el veneno de los vampiros no mata a los licántropos sino que impide su regeneración rápida(según Stephanie Meyer), no como en los humanos, donde dicho veneno tiene la propiedad de paralizar, causar gran dolor y después de cierto tiempo, cambiar de mortal a inmortal.

## Actor de la película
El 10 de marzo de 2008, se confirmó que Taylor Lautner haría el papel de Jacob Black en la adaptación cinematográfica de Crepúsculo (película de 2008). El 7 de enero de 2009 se confirmó a través de la web oficial de Stephenie Meyer que Taylor Lautner continuaría como Jacob Black en la adaptación de la secuela Luna Nueva ya que, después de mucho ejercicio y alimentación, pudo encajar en el papel de "el nuevo Jacob". También ha continuado con su rol en Eclipse y en Amanecer.